# Фигурин, Александр Алексеевич
Александр Алексеевич Фигурин (род. 28 марта 2003, Ногинск, Московская область) — российский хоккеист, защитник. Мастер спорта России (2023).

## Биография
Начинал заниматься хоккеем в «Олимпийце» (Балашиха, 2011—2014) и «Руси» (Москва, 2014—2019). С 2019 — в системе омского «Авангарда». С конца сезона 2019/20 — игрок команды МХЛ «Омские ястребы», с сезона 2021/22 — в команде ВХЛ «Омские крылья». В конце декабря 2022 года дебютировал в КХЛ, проведя за «Авангард» два домашних матча против «Барыса» (5:2) и «Автомобилиста» (5:0). 29 апреля 2023 продлил контракт с клубом на два года.
24 ноября 2024 года был обменян в «Витязь».
Серебряный призёр юниорского чемпионата мира 2021 года.